# Ciorogârla
Ciorogârla é uma comuna romena localizada no distrito de Ilfov, na região de Muntênia. A comuna possui uma área de 34.71 km² e sua população era de 4888 habitantes segundo o censo de 2007.